# Нежданово (Костромська область)
Нежданово (рос. Нежданово) — присілок в Шар'їнському районі Костромської області Російської Федерації.
Населення становить 29 осіб. Входить до складу муніципального утворення Одоєвське сільське поселення.

## Історія
Від 2007 року входить до складу муніципального утворення Одоєвське сільське поселення.

## Населення
| 2008 | 2010 | 2014 |
| ---- | ---- | ---- |
| 31   | ↘24  | ↗29  |